# Linnell Camp (Kalifornija)
Linnell Camp je naseljeno područje za statističke svrhe u američkoj saveznoj državi Kalifornija. Prema popisu stanovništva iz 2010. u njemu je živjelo 849 stanovnika.